# Astragalus petropylensis
Astragalus petropylensis är en ärtväxtart som beskrevs av Aleksandr Andrejevitj Bunge. Astragalus petropylensis ingår i släktet vedlar, och familjen ärtväxter. Inga underarter finns listade i Catalogue of Life.